# 瓜納華托州
瓜納華托州（西班牙語：Guanajuato，西班牙語發音：[gwanaˈχwato] ⓘ）是墨西哥三十一個州之一，首府瓜納華托，下分46市。
它坐落在墨西哥北中部。西部与哈利斯科州接壤，东北为萨卡特卡斯州，北部为圣路易斯波托西州，东部为克雷塔罗州，南部为米却肯州。占地面积为30,608平方公里。
以礦業、造鞋業為主要工業。生菜和馬鈴薯是主要農產品。另外有不少居民在美國和加拿大工作。
该州继墨西哥中部及墨西哥湾沿岸之后，因其丰富的银矿产量而被纳入西班牙的殖民统治。至今该州的银矿山依然是世界上银产量最为丰富的银矿之一。该州还有锡、金、铜、铅、水银及蛋白石等矿产。